# Michał Dzierżek
Michał Dzierżek (ur. 29 września 1910 zm. 21 września 1936) – podporucznik pilot rezerwy Wojska Polskiego, pilot-instruktor Aeroklubu Warszawskiego.

## Życiorys
Syn Michała i Marii z domu Zajączkowskiej. Od dzieciństwa interesował się lotnictwem, był członkiem drużyny harcersko-modelarskiej. W 1930 r. uzyskał maturę w gimnazjum w Chełmnie i zgłosił się do Szkoły Podchorążych Rezerwy Lotnictwa (SPRL) w Dęblinie. Ukończył ją rok później w stopniu kaprala podchorążego pilota. 
W 1931 r. rozpoczął studia na Politechnice Warszawskiej. Z lotnictwem był związany poprzez członkostwo w Aeroklubie Warszawskim i jako rezerwista 1 pułku lotniczego w Warszawie. W 1934 r. otrzymał promocję na stopień podporucznika. 
W 1935 r. ukończył kurs instruktora pilotażu i pracował w Ośrodku Przysposobienia Wojskowego Lotniczego w Lublinku. Na początku 1936 r. rozpoczął pracę jako instruktor w Aeroklubie Warszawskim. W czerwcu 1936 r. został mianowany szefem pilotażu w Ośrodku Przysposobienia Wojskowego Lotniczego w Łucku.
21 września 1936 r. wykonywał z Januszem Jastrzębskim lot ćwiczebny na samolocie RWD-8 o znakach SP-AZK. Samolot rozbił się w okolicach miejscowości Horodyszcze koło Łucka. Został pochowany na Cmentarzu Wojskowym na Powązkach (kwatera C16-4-3). 